# Station HYPO
La Station HYPO, ou FRUPAC (Fleet Radio Unit Pacific) est la section d'interception et de cryptographie de l'United States Navy à Hawaii,  pendant la guerre du Pacifique.
HYPO est l'une des deux « Fleet Radio Units », unités de renseignements transmissions de la flotte du Pacifique. L'autre  est la station FRUMEL Fleet Radio Unit Melbourne, (Australie). HYPO est le code phonie du H d'Hawaï.
HYPO dépend d'OP-20-G, à Washington. Avant le 7 décembre 1941, HYPO est sise dans un vieil immeuble administratif de Pearl Harbor. Plus tard un bâtiment neuf est construit pour la station, entretemps rebaptisée FRUPAC.